# Гай и Мэдлин на скамейке в парке
«Гай и Мадлен на скамейке в парке» (англ. Guy and Madeline on a Park Bench) — независимый полнометражный чёрно-белый романтический мюзикл 2009 года. Режиссёрский дебют Дэмьена Шазелла, который также выступил сценаристом, продюсером, оператором и монтажёром картины.
Также эта картина стала дебютом для композитора Джастина Гурвица, который напишет музыку и к другим фильмам Шазела.
Мировая премьера фильма состоялась в 2009 году на фестивале «Трайбека», а в 2010 году фильм получил ограниченный прокат в США.

## Сюжет
Бостон, наши дни. Гай и Мэдлин встречаются 3 месяца. Он талантливый джазовый трубач, она интроверт в поисках работы. Первые чувства уже прошли. и когда Гай случайно знакомится в метро с куда более общительной Еленой, их отношения с Мэдлин приходит конец.
Мэдлин пытается наладить свою жизнь: меняет место жительства, работу, ходит на свидания и даже учится играть на музыкальных инструментах. Случайная поездка в Нью-Йорк преподносит знакомство с французом Полом, между ними возникает взаимная симпатия.
Тем временем у Гая всё идёт не так хорошо. Елена не проявляет никакого интереса к музыке, и он вновь и вновь вспоминает о Мэдлин, размышляя, не было ли их расставание ошибкой.
Однако к тому времени, как Гай решается вернуть её, Мэдлин уже не живёт по старому адресу и собирается переехать в Нью-Йорк. Но судьба готовит им  одну случайную встречу, и бывшие влюблённые сталкиваются с проблемой, нужно ли им отпустить прошлое и пойти своей дорогой или попытаться вернуть когда-то оборвавшийся роман.

## В ролях
- Джейсон Палмер — Гай
- Дезире Гарсия — Мэдлин
- Сандха Хин — Елена
- Фрэнк Гарвин — Фрэнк
- Андре Хейуорд — Андре
- Бернард Шазелл — Пол

## Производство
«Гай и Мэдлин на скамейке в парке» был снят как дипломный проект Шазелла, выпускника Гарвардского университета, который Шазелу даже пришлось ненадолго покинуть чтобы сконцентрироваться на съёмках. Для съёмок использовалась 16-мм чёрно-белая плёнка.
Роли в фильме исполнили непрофессиональные актёры. Так Гая сыграл настоящий джазовый трубач Джейсон Палмер, обладатель премии международного конкурса джазовых трубачей, выступавший с такими звёздами как Джо Хендерсон, Билли Хиггинс, Джон Картер и другими.

### Музыка
Музыку к картине, в том числе и песням на слова Шазелла, написал его друг по Гарварду Джастин Гурвиц, для которого эта работа также стала полнометражным дебютом и началом долговременного сотрудничества с Шазеллом . По состоянию на 2022 год, он выступил композитором для всех его фильмов.
Оркестровая партитура была записана Братиславским симфоническим оркестром. Джазовые номера фильма исполнялись актёрами в живую. Саундтрек к фильму был выпущен в цифровом виде 24 марта 2017 года компанией Milan Records.

## Выпуск
Премьера фильма состоялась на кинофестивале «Трайбека» 23 апреля 2009 года , а затем был выпущен компанией Variance Films в ограниченном прокате.